# Santinus Adrianus Nelis van Oeveren
Santinus Adrianus Nelis van Oeveren (Yerseke, 24 januari 1891 – Goes, 1 mei 1967) was een Nederlands politicus. 
Hij werd geboren als zoon van Willem van Oeveren (1853-1939) en Adriana Hieftje (1858-1922). Hij was aanvankelijk net als zijn vader werkzaam in de landbouw. Van Oeveren was verder gemeenteraadslid en wethouder in Wolphaartsdijk voor hij daar in juli 1937 benoemd werd tot burgemeester. In 1943 werd hij ontslagen waarna Wolphaartsdijk een NSB'er als burgemeester kreeg. Van Oeveren keerde na de bevrijding in 1944 terug in zijn oude functie, ging in 1956 met pensioen en overleed in 1967 op 76-jarige leeftijd. 
In Wolphaartsdijk is naar hem de 'Burgemeester van Oeverenstraat' vernoemd.